# Slídilové
Slídilové (v anglickém originále Sneakers) je americký akční film z roku 1992. Režisérem filmu je Phil Alden Robinson. Hlavní role ve filmu ztvárnili Robert Redford, Ben Kingsley, Sidney Poitier, David Strathairn a Dan Aykroyd.

## Obsazení
| Robert Redford     | Martin Bishop/Martin Brice |
| Ben Kingsley       | Cosmo                      |
| Sidney Poitier     | Donald Crease              |
| David Strathairn   | Erwin Emery                |
| Dan Aykroyd        | Darryl Roskow              |
| River Phoenix      | Carl Arbogast              |
| Mary McDonell      | Liz                        |
| Stephen Tobolowsky | Werner Branders            |
| Donal Logue        | Gunter Janek               |
| James Earl Jones   | Bernard Abbott             |